# Citroën DS4
Citroën DS4 – samochód osobowy klasy aut kompaktowych produkowany przez francuską markę Citroën w latach 2011–2015.  W latach 2015–2018 oferowany pod marką DS jako DS 4.

## Historia modelu

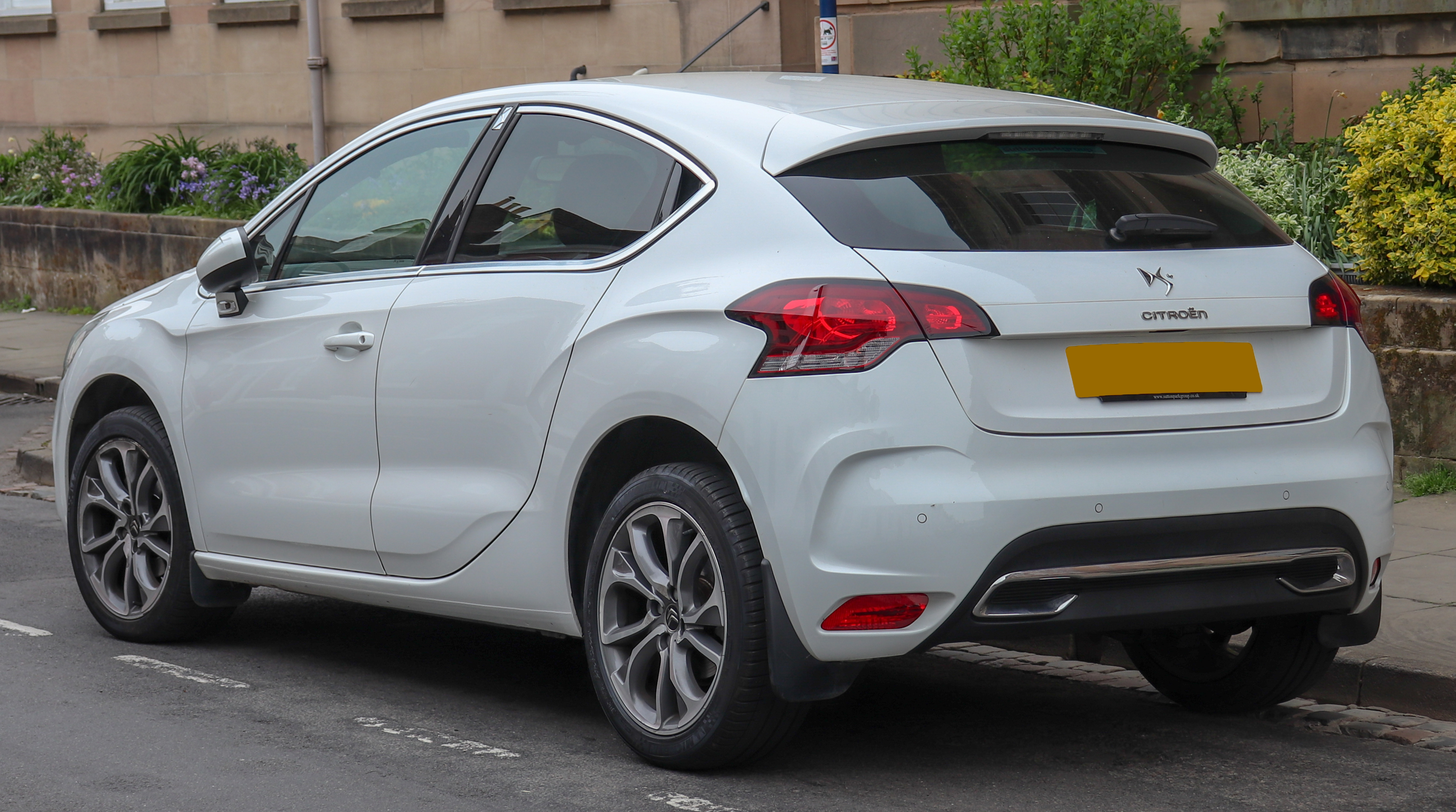
Citroën DS4 - tył

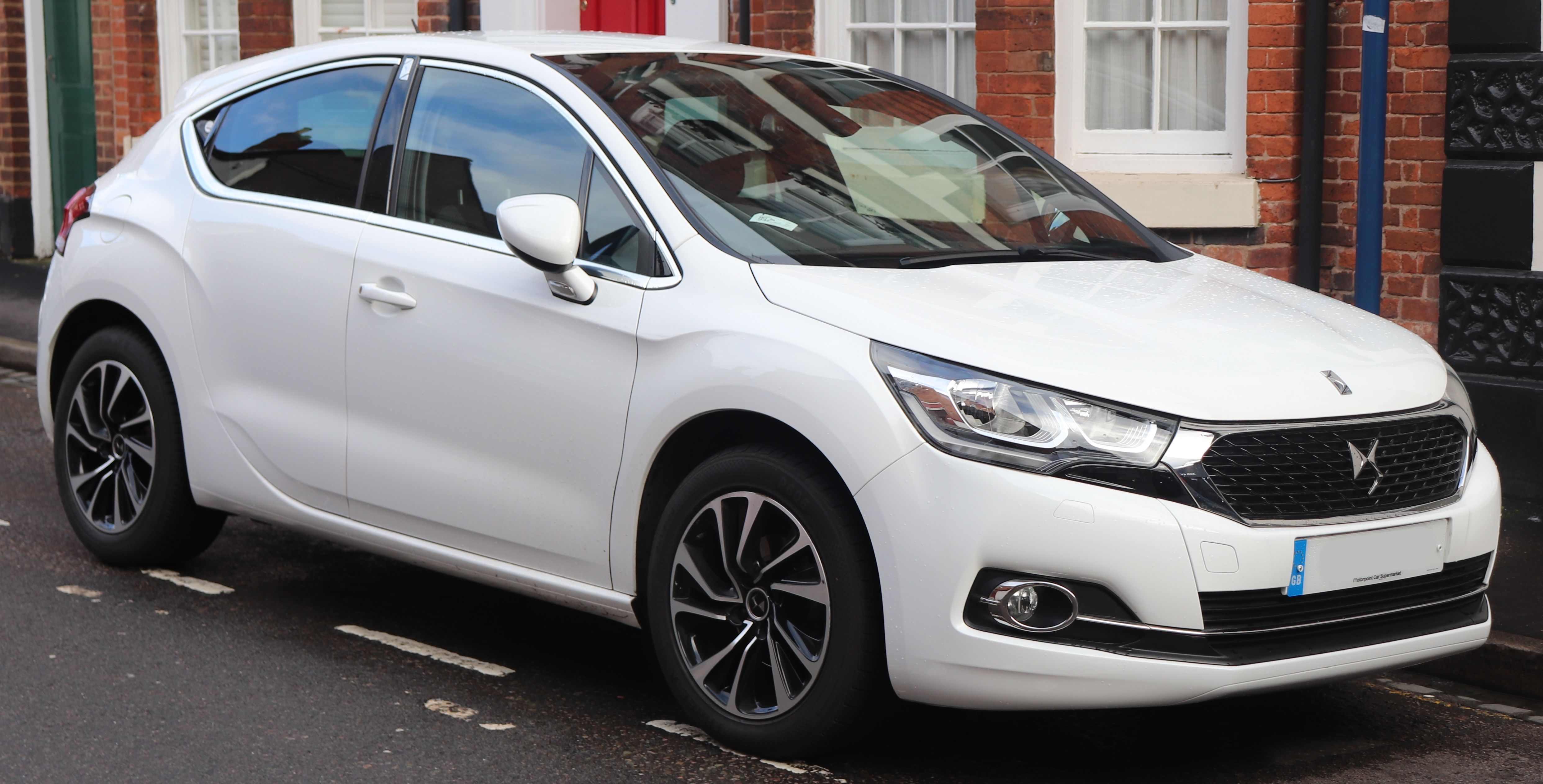
DS 4

DS4 został zaprezentowany jako drugi model prestiżowej gamy DS w 2011 roku, a jego sprzedaż ruszyła w połowie tego samego roku. Samochód realizuje koncepcję prestiżowego kompaktowego hatchbacka w awangardowej koncepcji Citroena. Samochód zachował wiele elementów wspólnych z drugą generacją modelu C4, na której bazuje, jak reflektory, deska rozdzielcza i rozwiązania techniczne, pozostałe elementy stylizacji są jednak indywidualne. Najbardziej charakterystyczne elementy samochodu to klamki tylnych drzwi ukryte w słupkach C, chromowane obwódki bocznych szyb czy też podwyższona, krągła sylwetka. Samochód nie ma opuszczanych tylnych szyb. Są wstawione na stałe. We wnętrzu znakiem szczególnym pojazdu jest możliwość wykończenia deski rozdzielczej oraz boczków drzwi skórą.

### DS 4
We wrześniu 2015 roku na salonie we Frankfurcie zaprezentowano pierwszy model nowo powstałej marki DS Automobiles na rynek europejski - DS 4, będący zmodernizowaną wersją modelu Citroën DS4. Samochód otrzymał przemodelowaną przednią część nadwozia z nowymi, diodowymi reflektorami, a także wzbogaconą dużym grillem typowym dla designu marki DS. Zmiany w pozostałych częściach nadwozia okazały się kosmetyczne - z tyłu pojawiło się przeprojektowane wypełnienie tylnych świateł. Pojazd wyposażono także nowoczesny system infotainment z ekranem dotykowym. Przy okazji premiery zaprezentowano bazującego na DS 4 kompaktowego crossovera DS 4 Crossback, którego sprzedaż ruszyła w tym samym czasie w połowie 2015 roku.

### Wyposażenie
Samochód jest dostępny z dwoma wersjami wyposażenia:
- Be Chic
- Crossback Be Chic

Podstawowa wersja "Be Chic" jest wyposażona w m.in.: ABS, BAS, EBD, 6 poduszek powietrznych, tempomat, światła przeciwmgielne doświetlające zakręty, wspomaganie ruszania pod górkę, ESP, elektrycznie opuszczane szyby przednie, klimatyzację manualną.

## Silniki
| Silnik    | Rodzaj silnika | Poj. skokowa (cm³) | Moc (KM/kW) | Max. prędkość (km/h) | Przysp. 0–100 km/h (s.) |
| --------- | -------------- | ------------------ | ----------- | -------------------- | ----------------------- |
| 1.6 VTi   | benzynowy      | 1598               | 120/88      | 193                  | 10,8                    |
| 1.6 THP   | benzynowy      | 1598               | 156/115     | 214                  | 9,0                     |
| 1.6 THP   | benzynowy      | 1598               | 200/147     | 235                  | 7,9                     |
| 1.6 e-HDi | wysokoprężny   | 1560               | 92/68       | 180                  | 14,3                    |
| 1.6 e-HDi | wysokoprężny   | 1560               | 112/82      | 190                  | 11,3                    |
| 2.0 HDi   | wysokoprężny   | 1997               | 163/120     | 212                  | 8,6                     |

### Cena
| Wersja wyposażenia | Cena (zł)1 |
| ------------------ | ---------- |
| Be Chic            | 87.9002    |
| Crossback Be Chic  | 93.9002    |

1-Podano najniższe ceny zakupu samochodu z daną wersją wyposażenia

2-Cena dotyczy sinika 1.2 PureTech 130 S&S 